# Шентиль (община)
Община Шентиль (словен. Občina Šentilj) — одна з общин Словенії. Адміністративним центром є місто Шентиль-в-Словенських Горицях.

## Населення
У 2011 році в общині проживало 8376 осіб, 4141 чоловіків і 4235 жінок. Чисельність економічно активного населення (за місцем проживання), 3263 осіб. Середня щомісячна чиста заробітна плата одного працівника (EUR), 877,71 (в середньому по Словенії 987.39). Приблизно кожен другий житель у громаді має автомобіль (51 автомобілі на 100 жителів). Середній вік жителів склав 41,8 роки (в середньому по Словенії 41.8). 